# Пермская женская учительская семинария
Женская учительская семинария — учебное заведение в дореволюционной Перми.

## История
Учительская семинария, официальное открытие которой состоялось 20 сентября 1909 года, была создана для четырёхлетней подготовки будущих сельских учительниц. Инициатором её создания стал директор народных училищ Алексей Пахомович Раменский, начальницей — Клавдия Амвросимовна Степанова, а попечителем — известный купец и советник коммерции Павел Степанович Жирнов. В семинарию принимали девушек всех сословий в возрасте 14-20 лет, причём важным являлось умение петь — без него в семинарию не брали. Для учениц были созданы несколько стипендий: 40 казённых по 150 рублей, а также 24 стипендии от уездных земств и 6 стипендий от губернского земства по 120 рублей. Первый выпуск семинарии состоялся в 1912 году.

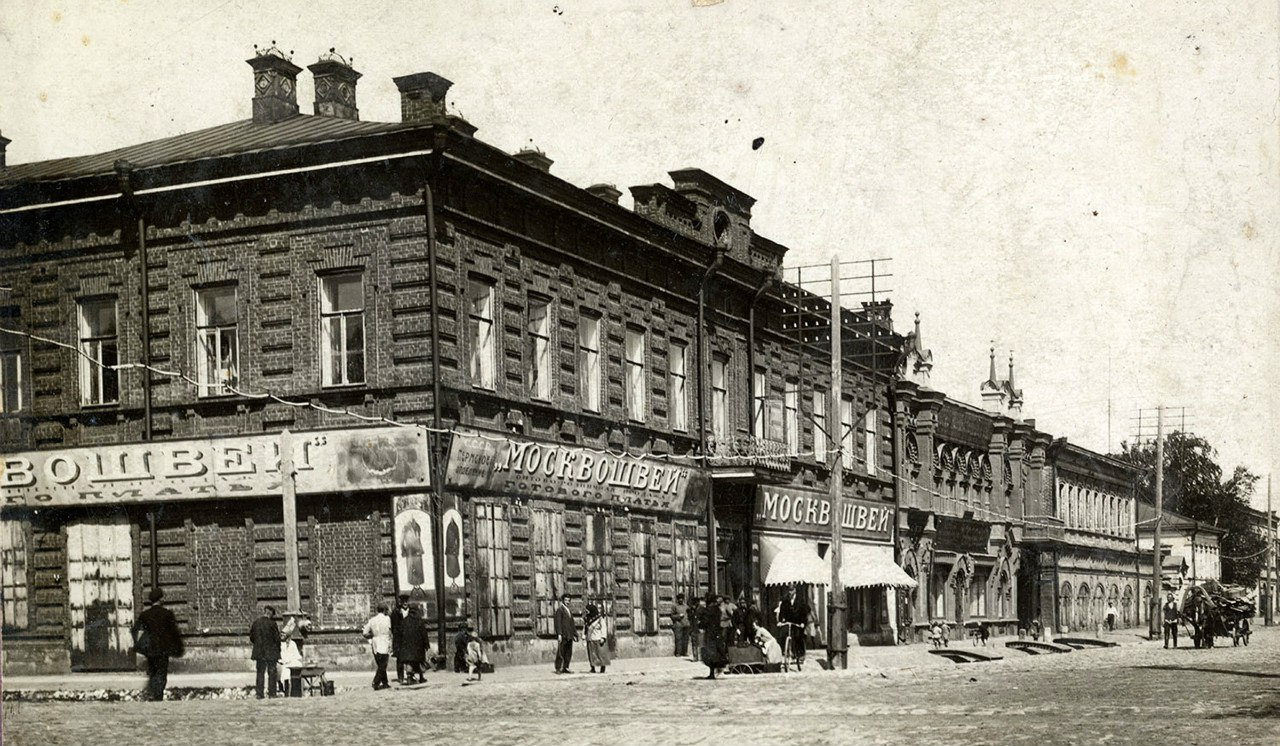
Магазин готового платья Москвошвей в 1926 г. (фотограф Г. Рахимов)

Двухэтажный дом на углу улиц Кунгурской и Торговой был построен в 1885 году для пароходчиков братьев Каменских. Автором проекта выступил архитектор В. В. Попатенко. Около 1900 года этот дом был сначала арендован, а потом приобретён в собственность купцами А. П. Гавриловым и А. А. Бобровым. Здесь они торговали меховыми изделиями, обувью и мануфактурой. В 1909 году они переехали в другое здание на Торговой улице, а этот дом был передан Учительской семинарии. Она разместилась в восьми хорошо освещённых комнатах; во флигеле были две квартиры для служащих семинарии. Семинария располагала своей библиотекой, созданной усилиями пермской интеллигенции. Эта библиотека положила начало будущему библиотечному фонду Пермского педагогического университета.
После Октябрьской революции, в 1919 году женскую семинарию преобразовали в институт народного образования. Некоторое время здесь размещались курсы военных комиссаров. В 1921 году в здании бывшей семинарии располагался педагогический техникум, позднее — школа № 28 и Дом пионеров. Ныне здесь находится дом детского творчества «Пермячок».